# لودوفيت فولا
لودوفيت فولا [[Ľudovít Fulla (1902 – [[1980 رسام ومصور سلوفاكي، يعتبر أحد أهم الشخصيات في تاريخ الفن السلوفاكي الحديث في القرن العشرين.